# Torrent de Cinca
Torrent de Cinca és un municipi de parla catalana de la Franja de Ponent al Baix Cinca. La seva població és de 1.002 habitants en una superfície de 56,77 km² i una densitat de 17,65 hab./km². A més del nucli de Torrent el terme inclou les localitats de Torralba, al sud de Torrent de Cinca amb restes dels romans. i Torrebetria. La temperatura mitjana anual és de 14,8° i la precipitació anual, 340 mm. Hi destaquen l'església de Santa Magdalena, barroc aragonès de planta basilical i amb tres naus; i l'ermita de Sant Salvador, d'estil renaixentista annexa a un antic convent de frares trinitaris, a l'oest del poble.

## Orografia
L'orografia de Torrent de Cinca és condicionada pel congost del Cinca, poc abans del seu aiguabarreig amb el Segre, així com la fauna i flora no difereixen gens de la dels grans termes de Fraga i de Mequinensa, entre els quals és com un tascó. Pel seu costat ponentí el terme s'estén vers els altiplans esteparis, continuació dels Monegres, i tampoc no presenta cap característica digna d'especial esment.
L'horta de Torrent de Cinca, allargassada i de desigual amplària, ocupa l'espai que queda al costat del riu o fons del congost, limitat pels altiplans tabulars que marquen els seus marges. La mitjana de les vores de la riba del Cinca, sobretot al sud de Torrent, és de 30 a 40 metres i és la terrassa més baixa del dit riu, cosa que facilita els seus regs. L'aigua li arriba pel canal que arrenca de l'assut de Vilella, que a partir de Miralsot es parteix en dues séquies, les quals, perllongades fins a Torrent, han permès el regatge de tota l'horta dreta del Cinca, que forma un 67% del total del terme.
La perllongaria de l'antiga séquia o canal del Cinca va permetre de regar la part plana del terme, la qual, segons una estadística del (1975), tenia uns conreus que es repartien així: perers (170 ha), pomeres (60 ha), presseguers (50 ha), ordi (2 000 ha), ametllers (200 ha). Predomina al terme el règim d'explotació directa, seguit del terratge i de l'arrendament. La ramaderia de llana, porcina i avícola complementen la economia d'aquest municipi, a la qual cal afegir alguna explotació de lignit, de baixa qualitat, al sector més muntanyós de la part ponentina del terme (Mines de l'Ebre).
L'ordi, que té bona sortida en les fàbriques de cerveses i maltes, és, doncs, el primer conreu; Torrent és el terme on es conrea menys blat de la comarca. En ordre d'importància econòmica té, però, primacia el conreu dels diferents fruiters esmentats i les hortalisses --per al consum propi--. Com la majoria dels pobles de la comarca té la seva cooperativa agrícola i cambra agrària.
El municipi de Torrent ha evolucionat molt poc en l'aspecte demogràfic al llarg dels últims cent cinquanta anys, amb una oscil·lació màxima de 400 a 500 habitants entre les xifres inicial i final. Només cal veure el gràfic demogràfic.

## Història
És probable que l'origen del poblament de Torrent de Cinca fos una vil·la romana rural, semblant a tantes altres com hi havia a les valls del Cinca i del Segre. Això ho fan suposar troballes arqueològiques d'època romana i en especial un tros d'antiga calçada encara existent. El nom de Torrent el degué rebre de la clamor o torrent proper al poble que baixa dels altiplans de Cardell vers el Cinca.
El lloc de Torrent, entre els dos llocs tant importants de Fraga i Mequinensa, no surten esmentats en les cròniques àrabs, però no hi ha dubte que ja existia en aquell temps i que la seva fortalesa o castell és d'origen àrab, com ho revelen alguns fragments de ceràmica vidriada àrab, molt semblant a la trobada als poblats de Carratalà i Burgebut (Baix Segrià), que vers el 1952 hi va recollir la secció arqueològica de Institut d'Estudis Ilerdencs (IEI).
Torrent de Cinca va caure en mans de Ramon Berenguer IV en la campanya de 1147/49. Tot i ser una conquesta aragonesa, fou per al comte Arnau Mir, que posseïa altres honors i feus en distints indrets d'Aragó. El 1175 el comte Ramon, fill de l'anterior, amb la seva esposa Òria, van cedir el terme i castell de Torrent als hospitalers, segons consta pel seu testament fet aquell any, mentre que als templers els van cedir a una almúnia que el 1149 era d'un notable almoràvit. Sopta el domini dels hospitalers el lloc de Torrent esdevingué centre d'una comanda santjoanista o hospitalera, dependent de la Castellania d'Amposta, que el 1329 tenia una renda calculada en 300 lliures jaqueses.
Si el 1232, regnant Jaume I, hi hagué qüestions entre Fraga i Mequinensa per qüestió de límits, cosa que suposà l'amillarament d'ambdós territoris i per la mateixa raó es posaren creus i fites en torn el terme de Torrent, també hi hagué qüestions amb Penyalba per una idèntica raó. El 1317 l'Almúnia del Templers, per extinció de l'orde, passarà a mans dels cavallers de Sant Joan de Jerusalem. Torrent es mantindrà com una petita comanda hospitalera fins l'extinció de l'orde.
Quan João Baptista Lavanha va passar per Torrent el 1610, el poble tenia 40 veïns i pertanyia a la comanda de Vilalba dels Arcs (Terra Alta), és a dir, al castellà d'Amposta. En aquesta situació romandrà fins al 1835. Fins aleshores, el municipi amb el fur d'Osca, era regit per jurats i l'església regida per un rector de l'arxiprestat de Fraga, dins la diòcesi de Lleida. Pertanyia, pero, al corregiment de Saragossa. Des de 1718, almenys, pertanyia al corregiment de Saragossa i el 1835 fou integrat al partit judicial de Fraga dins la província d'Osca.

## Demografia
| 1900  | 1910  | 1930  | 1940  | 1950  | 1960  | 1970  | 1981  | 1986  | 1992  | 1999  | 2004  | 2006  |
| ----- | ----- | ----- | ----- | ----- | ----- | ----- | ----- | ----- | ----- | ----- | ----- | ----- |
| 1.390 | 1.391 | 1.339 | 1.251 | 1.440 | 1.776 | 1.502 | 1.239 | 1.240 | 1.166 | 1.093 | 1.002 | 1.432 |

## Fills il·lustres
- Manuel Cazador i López